# Harold H. Piffard

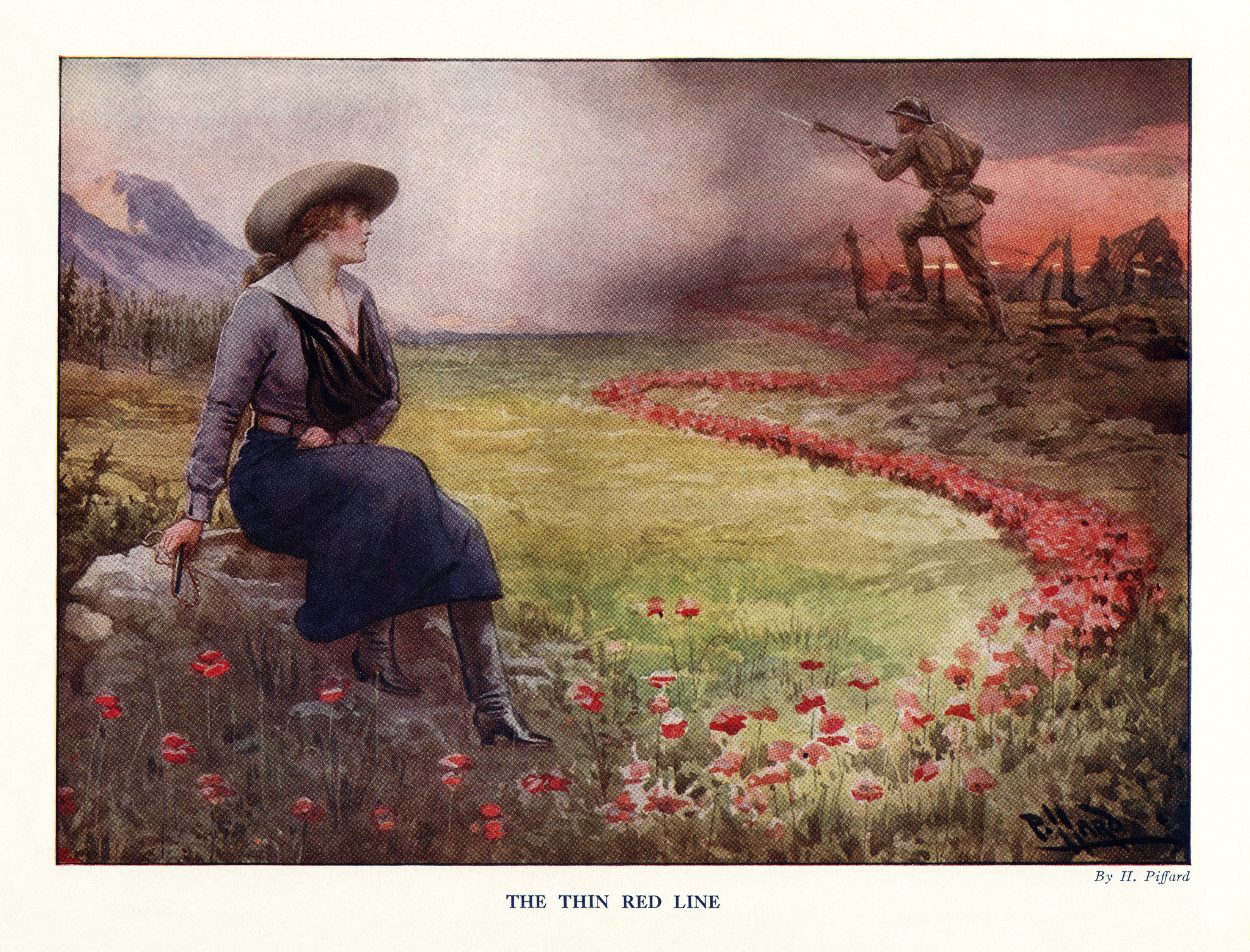
La delgada línea roja, una ilustración de Canada in Khaki de H. Piffard

Harold Hume Piffard (Marylebone, Londres, 10 de agosto de 1867-17 de enero de 1939) fue un aviador e ilustrador británico.

## Biografía
Su madre Emily, née Hume (1837-1911), era hija de James Hume, un magistrado de Calcuta donde se casó con su padre Charles, quien trabajaba para la Corona en la Alta Corte de Calcuta.
Piffard fue su sexto hijo y estudió en el Lancing College, más tarde viajó por la India de 1884 a 1889, año en el que regresó a Londres, donde estudió en la Royal Academy School, y exhibió su primera pintura en la Royal Academy en 1895.
En junio de 1895, se casó con Helena Katherine Docetti Walker (1871-1900) y tuvieron cuatro hijos: Harold Reginald Grahame Sherard Piffard(1896-1917), Dorothy Helena Hume Piffard (1898-1969), Ivan Adrian Augustus Piffard(1899-1993)y Grahame Laurence Piffard (1900-1901); Helena falleció poco después de dar a luz a su cuarto hijo, y Harold se volvió a casar de nuevo en Escocia con Eleanor Margaret Hoile (1871-1953),tuvieron un hijo, Hume Piffard (1905-1976)
Piffard comenzó como aviador haciendo modelos de aviones en 1907, ganando por uno de ellos un premio en Olympia en 1909, y comenzó a volar en 1909 y cofundó con el abogado George Wingfield la Aviator's Finance Company.
Su trabajo como pintor se centró tanto en óleos como en acuarelas; y como ilustrador, publicó para The Strand Magazine, The Illustrated London News o The Penny Pictorial Magazine.